# Tête de veau
Kalvskalle, eller [la] tête de veau (franska, pl. [les] têtes de veau), [la] testina di vitèllo (italienska, pl. [le] testine di vitèllo), [der] Kalbskopf (tyska, pl. [die] Kalbsköpfe) och [de] kalfskop (nederländska, pl. [de] kalfskoppen), är en traditionell delikatess i Europa, Marocko och Algeriet baserad på kalvhjärna. Rätten serveras ofta med kalvtunga, smält smör och kapris, eller blandad med äggröra.
Den franska delikatessen [la] tête de veau ("kalvskalle") kallas även [la] cervelle de veau ("kalvhjärna", pl. [les] cervelles de veau).